# Actinopyga serratidens
Actinopyga serratidens is een zeekomkommer uit de familie Holothuriidae.
De wetenschappelijke naam van de soort werd in 1903 gepubliceerd door J. Pearson.